# Водемон, Шарль-Тома де Лоррен
Шарль-Тома де Лоррен (фр. Charles-Thomas de Lorraine, нем. Karl Thomas Prinz von Lothringen-Vaudémont; 7 марта 1670, Брюссель — 12 мая 1704, Остилья), принц де Водемон — имперский генерал-фельдмаршал.

## Биография
Сын Шарля-Анри де Лоррена, принца де Водемона, и
Анны Элизабет де Лоррен-Эльбёф.
В 1689 году поступил на императорскую службу, воевал с турками в Венгрии, в 1691 году доставил в Вену известие о победе при Сланкамене. В том же году император назначил его владельцем кюрасирского полка принца фон Гольштейна, который погиб в битве при Сланкамене. Генерал-фельдвахтмейстер (26.04.1692), генерал-фельдмаршал-лейтенант (17.01.1695), был ранен в 1696 году в сражении с турками при Олаше. 
После выздоровления в 1697 году был направлен в мятежные районы Верхней Венгрии с сильным кавалерийским отрядом. Прибыв в середине июля в Токай, принц обнаружил, что край пребывает в состоянии анархии. Не дожидаясь обещанного подхода бранденбургских войск, он спешил 500 драгун и 400 кирасир и после короткого боя изгнал восставших из Токая, а 17 июля первым же ударом захватил Шарош-Патак; главным образом, благодаря его храбрости, район восстания был локализован.
В битве при Зенте 11 сентября 1697 командовал второй атакой, был отмечен за доблесть императорским рескриптом и произведен в генералы кавалерии (23.09.1697). В октябре того же года присоединился волонтером к набегу принца Евгения Савойского на Боснию и сопровождал этого военачальника 17 ноября при его торжественном вступлении в Вену.
4 августа 1700 был пожалован Карлом II в рыцари ордена Золотого руна, став последним, кто получил эту награду при испанских Габсбургах.
Принимал активное участие во всех важных совещаниях под руководством принца Савойского. Война за Испанское наследство привела Шарля-Тома к конфликту с отцом, принесшим присягу Филиппу Анжуйскому.
В 1701 году Водемону было поручено командовать войсками в лагере у Сан-Мартино. 31 октября того же года он переправился через Адду и незаметно подошел к Альбиньяно, где застиг врасплох и разгромил три вражеских кавалерийских полка, убив нескольких офицеров и три сотни рядовых, захватив 55 человек, 11 штандартов, 400 лошадей и почти весь офицерский багаж. Его собственный отец в  этом деле едва не попал в плен.
В 1702 году, возвращаясь после битвы у Кремоны, принц штурмовал хорошо укрепленный город Буссетто, в котором маршал Вильруа разместил отряд для защиты переправы через По, взял в плен 152 человека и захватил 6000 мешков овса. В конце битвы при Луццаре, когда пехотная линия Штаремберга уже была опрокинута и прорвана, и имперцы находились на грани поражения, Водемон предпринял блестящую кавалерийскую атаку правого крыла французов.
В 1703 году командовал войсками, собранными вокруг Ревере. 11 июня имперцы атаковали корпус Альберготти у Сан-Пеллегрино и Финале-ди-Модена, и принц лично повел своих кирасир на лагерь ничего не подозревавших французов, разбил войска Альберготти, а затем и части, шедшие к тому на подкрепление.
6 февраля 1704 был произведен в генерал-фельдмаршалы, после чего принц Евгений поручил ему возглавить корпус Траутмансдорфа в Ревере. Шарль-Тома посетил Генуэзскую республику и герцогов Лукки, Массы и Модены, убеждая их принять сторону австрийцев. Очистив от противника правый берег По, он сосредоточил свои войска в Остилье, после чего принцу Евгению пришлось отдать Водемону приказ об отступлении по причине плохих коммуникаций и недостатка ресурсов. Шарль-Тома умер 12 мая 1704 года в Остилье в возрасте 34 лет от малярии.